# Riddarna (pjäs)
Riddarna (klassisk grekiska: Ἱππεῖς Hippeîs) är en pjäs från 424 f.Kr. av den grekiske författaren Aristofanes. Den skildrar en rad ordväxlingar där korvhandlaren Agorakritos och den misshaglige Paflagoniern försöker att vinna sin herres gunst. Herren heter Demos ("folket") och är en personifiering av atenarna.
Pjäsen är en satir över samhällslivet i Aten under peloponnesiska kriget och är särskilt riktad emot krigsivraren Kleon, som är förlaga till Paflagoniern. Kleon hade dragit Aristofanes inför rätta för dennes pjäs Babylonierna från 426; Aristofanes hade i sin nästa pjäs, Acharnerna, lovat att hämnas, och i Riddarna utdelas hämnden.
Liksom Acharnerna hade gjort föregående år vann Riddarna förstapriset vid Lenaia.

## Svenska utgåvor
- Demagogerna: lustspel (översättning Carl August Hagberg, Palmblad, 1834)
- Riddarne: lustspel (översättning Johan Fredrik Håhl, Beckman, 1898)
- Riddarna (översättning Tord Bæckström, Forum, 1968)